# 더 레이븐 (2012년 영화)
더 레이븐(The Raven)은 2012년 개봉한 미국의 스릴러 영화이다.

## 출연
- 존 큐잭 - 에드거 앨런 포
- 루크 에번스 - 에멋 필즈 수사관
- 앨리스 이브 - 에밀리 해밀턴
- 브렌던 글리슨 - 캡틴 해밀턴
- 올리버 잭슨코언 - PC Cantrell
- 케빈 맥널리 - 매덕스
- 팜 페리스 - 브래들리 씨

## 같이 보기
- 에드거 앨런 포의 작품 목록